# Glicina deidrogenasi (formante cianuro)
La glicina deidrogenasi (formante cianuro) è un enzima appartenente alla classe delle ossidoreduttasi, che catalizza la seguente reazione:
glicina + 2 A ⇄ cianuro d'idrogeno + CO2 + 2 AH2
L'enzima di Pseudomonas sp. contiene FAD. L'enzima è legato alla membrana ed è parte della catena respiratoria. L'enzima è in grado di agire attraverso vari accettori artificiali di elettroni, tra cui il metosolfato di fenazina.